# Ulubey (Uşak)
Ulubey ist eine türkische Kleinstadt und Hauptort des gleichnamigen Landkreises (İlçe) in der Provinz Uşak in der westlichen Türkei. Die Stadt liegt 30 km südlich von Uşak. Laut Stadtsiegel wurde der Ort 1898 zur Gemeinde (Belediye) erhoben.
Im Dorf Sülümenli bei Ulubey liegt auf der Nord/Ostseite, im Halbkreis wie auf einem Inselstück durch Schluchten umgeben, die antike Stadt Blaundos.

## Der Landkreis
Der Landkreis Ulubey liegt im Süden der Provinz und grenzt im Norden an den zentralen Landkreis (Merkez), im Westen an den Landkreis Eşme, im Osten an den Kreis Karahallı sowie im Süden an die Provinz Denizli. Teilweise bildet im Süden der Adigüzel-Stausee (26 km²) eine natürliche Grenze.
Der Kreis gliedert sich neben der Kreisstadt in 26 Dörfer (Köy) mit durchschnittlich 234 Bewohnern. Mit 666 Einwohnern ist İnay das größte Dorf, Çırpıcılar das kleinste (28 Einw.). Elf Dörfer haben mehr Einwohner als der Durchschnitt.
Das bevölkerungsreichste Dorf des Jahres 2017 (Avgan 1687 Einw.) ist seit 2018 ein Mahalle der Kreisstadt. Die Bevölkerungsdichte des Kreises (14,9) ist die niedrigste der Provinz, der urbane Bevölkerungsanteil beträgt 50,69 Prozent.
Der Kreis wird von der Fernstraße D595 von Osten (aus Izmir) kommend, über Uşak in Richtung Süden (Denizli) durchquert.